# Royal Air Maroc
Royal Air Maroc (normalmente abreviado por RAM) es la aerolínea de bandera de Marruecos, con base en Casablanca. Opera vuelos regulares internacionales desde Marruecos a destinos en África, Asia, Europa, Sudamérica y Norteamérica. Asimismo opera rutas nacionales y vuelos chárter. Su hub principal es el Aeropuerto Internacional "Mohammed V" (CMN) de Casablanca. Royal Air Maroc es miembro de la Arab Air Carriers Organization (en inglés, Organización de Transportistas Aéreos Árabes).

## Historia

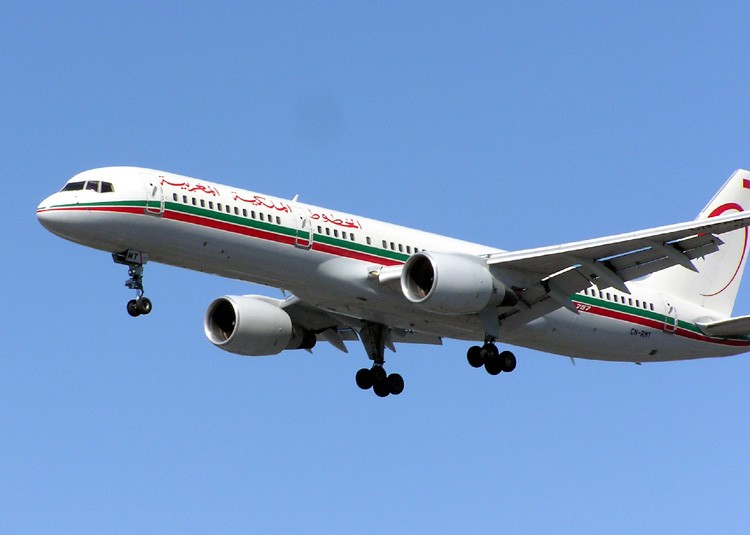
Antiguo B-757 de Royal Air Maroc

### Inicios
La compañía fue fundada en 1953 como Compagnie Cherifienne des Transports Aeriens (CCTA). Inicialmente operaba con trimotores Junkers Ju-52 para servicios locales; aviones que fueron reemplazados por aparatos DC-3 y Lockheed Constellation. El nombre Royal Air Maroc fue adoptado tras la independencia y la compañía empezó a volar en rutas internacionales en 1957 desde su centro de conexión principal de Casablanca.
Diciembre de 2018 se anuncia de manera oficial en New York que la aerolínea se adhiere a la alianza Oneworld. De esta manera se anuncia una nueva aerolínea tras seis años en dicha alianza, siendo además la primera aerolínea africana en Oneworld. 
RAM entra con la intención de convertir su HUB en CMN (Casablanca) la puerta de entrada a África.
Aportando más de 30 destinos a la alianza.

### La época a reacción
La época a reacción comenzó para Royal Air Maroc en 1958 con la introducción del primer Sud Aviation SE-210 Caravelle. Estos aviones serían empleados en las rutas europeas tales como París o Madrid hasta mediados de los años 1970, cuando comenzaron a ser retirados en favor de los Boeing 727. Simultáneamente se introdujeron los Boeing 707 para las rutas más lejanas y concurridas y la serie original del Boeing 737 para las rutas cortas. A finales de los años 1970, Royal Air Maroc volaba a varios destinos en Europa, Norteamérica, Oriente Medio y el norte de África.

### Años 1980
Después de consolidarse como compañía regional, Royal Air Maroc continuó su expansión durante los años 1980. Se abrieron nuevas rutas y se alargaron las más rentables, se incrementaron las frecuencias y se introdujeron nuevos aviones para modernizar y actualizar la flota. Los Boeing 757 llegaron en 1986 para complementar a la flota existente y finalmente sustituir a los 727 más viejos. Por otra parte, la ampliación del Aeropuerto Internacional Mohammed V de Casablanca en 1984 supuso a la compañía el contar con una base más moderna que se adaptaba mejor a sus necesidades presentes y futuras.

### Años 1990
En los primeros años de la década de 1990, los últimos 707 fueron eliminados de la flota. Mientras tanto, los nuevos modelos 400 y 500 del Boeing 737 fueron introducidos para aumentar la frecuencia de las rutas europeas. A mediados de los años 1990 todos los 727 de la flota habían sido suprimidos. Para consolidar las operaciones con Norteamérica, Royal Air Maroc se hizo con un único Boeing 747 de la serie 400. A medida que la década avanzaba, se fueron abriendo nuevas rutas a aeropuertos africanos con los que no operaba anteriormente la compañía.

### El presente
Con un creciente número de pasajeros y nuevas rutas abiertas, así como con el barril de petróleo por las nubes, la dirección de la compañía se percató de la necesidad de renovar la flota por completo. En 2000 se realizó un pedido de 20 Boeing 737 de última generación y 4 Airbus A321. Mientras tanto se siguieron abriendo rutas las principales ciudades del África Occidental y Central. Estaba claro que el plan de empresa de RAM estaba cambiando para satisfacer las demandas de los turistas extranjeros y de los emigrantes marroquíes, ofertando conexiones entre las grandes ciudades europeas y las mayores capitales africanas vía Casablanca. En 2002, la compañía alquiló 2 aeronaves 767 para reemplazar al 747 en las rutas de Norteamérica y en 2004 se fundó la filial de bajo coste, Atlas Blue, con base en Marrakech. 6 de los Boeing 737-400 de la aerolínea matriz fueron cedidos a Atlas Blue para proporcionar a los turistas una forma barata y directa de llegar a los puntos turísticos marroquíes. En 2005, la compañía pidió a Boeing 4 unidades de su modelo en desarrollo Boeing 787 para reemplazar los 767 y ampliar las rutas a Norteamérica, Oriente Medio y África. A principios de 2006 la dirección anunció que RAM y Atlas Blue habían transportado a 4 millones de pasajeros durante el ejercicio anterior, batiendo su propio récord.
Actualmente Royal Air Maroc se halla fuertemente comprometida con el continente africano.
Ha firmado un acuerdo alcanzado con la reconocida Federación Panafricana donde más de un centenar de invitados, entre los que destacaban embajadores africanos, fueron partícipes y testigos del compromiso que la compañía ha adquirido con África y sus gentes. 
África es para Royal Air Maroc, además de unos de los principales eje de expansión de la compañía, una vocación moral por ser Marruecos la puerta natural de entrada al continente. Actualmente, Royal Air Maroc enlaza con 14 ciudades africanas vía el Hub Mohamed V de Casablanca, operando un total de 70 frecuencias semanales y uno de cada tres pasajeros que realizan la ruta España-África vuela con la compañía.
Se trata de la primera vez que una compañía aérea africana congrega a todas aquellas personas, entidades y asociaciones que contribuyen activamente en el desarrollo de las relaciones entre África y España. Los beneficiarios de este acuerdo dispondrán de una política tarifaria especial, de 40kg. de facturación frente a los 20kg tradicionales, visados de 12 meses, entre otras condiciones.
Este acuerdo pionero contó con el apoyo y beneplácito de los embajadores africanos, especialmente con el de D. Omar Azziman, Excmo. Embajador de Marruecos.
Junto con este acuerdo, Royal Air Maroc está llevando a cabo otras acciones con el fin de estrechar los lazos que unen a España y África. El nuevo reto es convertirse en el primer interlocutor de toda la red de distribución, de aquellos tour operadores que apuesten por el desarrollo turístico, de aquellas empresas que mantienen relaciones comerciales entre España y África, ofreciendo a cada uno de ellos unas prestaciones exclusivas y una política tarifaria adaptada a sus necesidades particulares, que permitan potenciar e impulsar las relaciones entre ambas áreas geográficas.
Royal Air Maroc ha sido, desde hace 50 años, el motor de desarrollo económico, social, cultural y turístico de Marruecos, y digna embajadora del país. Con este próximo reto, se convierte en el socio fiel, abierto al diálogo y a futuros proyectos.

### El futuro
A finales de 2005 Marruecos firmó con la Unión Europea un acuerdo de cielos abiertos. Esto significa que Royal Air Maroc debe adaptarse rápidamente para poder hacer frente a la dura competencia de las aerolíneas de bajo coste y poder así explotar de forma rentable rutas entre Europa Occidental y Marruecos. Un desafío aún mayor supone el extremadamente elevado precio del combustible de turbina de aviación, que puede obligar a la compañía a abandonar algunas de sus rutas nacionales e internacionales menos rentables. Desde un punto de vista más positivo, destacar que la construcción de una segunda terminal de pasajeros en el Aeropuerto Mohammed V de Casablanca supondrá a RAM mayores oportunidades de crecimiento.[cita requerida]

## Propietarios y cifras
El gobierno marroquí posee el 95,95% de la aerolínea y Air France el 2,86%. El gobierno busca privatizar parcialmente la compañía vendiendo un 25%. Royal Air Maroc cuenta con 5719 empleados y posee el 99% de Atlas Blue, así como el 51% de Air Senegal International.
Las filiales de El Grupo Royal Air Maroc son:
- Royal Air Maroc
- Royal Air Maroc Express
- RAM Cargo
- Atlas Aérotechnic Industries
- Atlas Hospitality (Hoteles)
- Atlas Catering Airlines Services
- RAM Academy

## Flota

### Actual
| Avión               | En Servicio | Pedidos (opciones) | Plazas                     | Plazas                     | Plazas                     | Notas                                                               |
| Avión               | En Servicio | Pedidos (opciones) | "C"                        | "Y"                        | Total                      | Notas                                                               |
| ------------------- | ----------- | ------------------ | -------------------------- | -------------------------- | -------------------------- | ------------------------------------------------------------------- |
| ATR 72-600          | 6           | —                  | —                          | 70                         | 70                         | Estas aeronaves son operadas por la filial Royal Air Maroc Express. |
| Boeing 737-800      | 28          | 1                  | 12                         | 147                        | 159                        | 21 dotados de winglets Mayor operador del B738 en África            |
| Boeing 737-8MAX     | 2           | 4                  | 12                         | 144                        | 156                        |                                                                     |
| Boeing 767-343ERBCF | 1           | —                  |                            |                            |                            | Convertido a carguero                                               |
| Boeing 787-8        | 5           | —                  | 18                         | 256                        | 274                        |                                                                     |
| Boeing 787-9        | 4           | —                  | 26                         | 276                        | 302                        |                                                                     |
| Embraer 190AR       | 4           | —                  | 12                         | 88                         | 100                        |                                                                     |
| Total               | 50          | 5                  | Edad promedio de 12.9 años | Edad promedio de 12.9 años | Edad promedio de 12.9 años | Edad promedio de 12.9 años                                          |

### Histórica
| Avión            | Total | Introducido | Retirado |
| ---------------- | ----- | ----------- | -------- |
| ATR 42-300       | 4     | 1989        | 2004     |
| ATR 72-200       | 5     | 2009        | 2014     |
| Airbus A320-200  | 1     | 2016        | 2018     |
| Airbus A321-200  | 4     | 2009        | 2013     |
| Boeing 737-200   | 9     | 1976        | 2007     |
| Boeing 737-300   | 1     | 2009        | 2018     |
| Boeing 737-400   | 7     | 1995        | 2012     |
| Boeing 737-500   | 8     | 1990        | 2013     |
| Boeing 737-700   | 6     | 1999        | 2021     |
| Boeing 747-100   | 1     | 1976        | 1977     |
| Boeing 747-200   | 1     | 1997        | 2002     |
| Boeing 747-400   | 3     | 1994        | 2020     |
| Boeing 747SP     | 1     | 1985        | 1994     |
| Boeing 757-200   | 2     | 1986        | 2011     |
| Boeing 767-300ER | 7     | 2001        | 2020     |

## Destinos
El 31 de julio de 2005, RAM anunció la negociación con Boeing para hacerse con 5 unidades del nuevo modelo Boeing 787.
En 2006, se incorpora a la flota el Boeing 737-700 de matrícula CN-ROD, siendo el primero con winglets, así como 2 Boeing 737-800 de matrículas CN-ROE y CN-ROH y un Boeing 767-300ER seminuevo con matrículo CN-ROG.

## Incidentes y accidentes
- El 1 de abril de 1970, un Sud Aviation SE-210 Caravelle se estrelló durante la maniobra de aproximación a Casablanca al perder el control a unos 500 pies de altura. El fuselaje se partió en dos. 61 de los 82 pasajeros y la tripulación murieron.

- El 27 de diciembre de 1973, accidente de un Sud Aviation Caravelle de Royal Air Maroc en 1973, otro Sud Aviation SE-210 Caravelle, alquilado a Sobelair, se estrelló cerca del Aeropuerto de Tánger-Ibn Battuta cuando el piloto, durante una tormenta, perdió el control y sobrevoló terreno peligroso para finalmenmte caer. Los 106 pasajeros y la tripulación fallecieron.

- El 21 de agosto de 1994, un ATR 42-300 que realizaba el vuelo Agadir-Casablanca perdió el control a 16000 pies, cayendo en picado para estrellarse contra unas montañas cercanas. Los investigadores sospechan que la comandante desconectó deliberadamente el piloto automático y dirigió la aeronave contra el suelo. Los 44 pasajeros y la tripulación fallecieron. Algunas fuentes, tras ver que la opción del apagado repentino del AP parece poco creíble, insisten de que el accidente fue un atentado terrorista. Con fin de erradicar estos rumores, se concluyó que la razón del accidente fue el suicidio del comandante. Como todos los accidentes ocurridos en espacio aéreo marroquí, la razón verídica sigue siendo un misterio.

- En 2014, un Boeing 737-800 que realizaba la ruta Casablanca-Túnez aterrizó de emergencia en el aeropuerto de Uchda, a pocos kilómetros de la frontera argelina. La razón del aterrizaje fue el sospechoso comportamiento de un pasajero, que en pleno vuelo empezó a pegar a los demás pasajeros. Tras la valiente acción de algunos de ellos, consiguieron inmovilizarle y entregarlo a la policía marroquí. Ya en tierra, las fuerzas policiales inspeccionan el avión durante más de una hora, dejando a los pasajeros a bordo. Dado el visto bueno, el avión termina su vuelo a Casablanca.

- El 23 de agosto de 2016, un Boeing 737-700, con matrícula CN-RNV operando el vuelo AT811, protagoniza un incidente durante su despegue en el aeropuerto de Frankfurt. El avión rotó a una velocidad incorrecta, volando sobre la pista momentáneamente en efecto suelo, pero debido a la falta de sustentación en las alas, se asentó de nuevo en la pista. La tripulación continuó la aceleración hasta que, de nuevo, se llevó a cabo la rotación a una velocidad en la que finalmente el avión pudo elevarse de manera segura. El vuelo finalizó en Casablanca de manera normal.[6]

Debido a la poca difusión de noticias sobre la aerolínea marroquí, que ella misma intenta que no se difundan, muchos incidentes no se conocen, a pesar de su gravedad.